# Charlie Bartlett
Charlie Bartlett es una película dramática estadounidense, con toques de comedia, estrenada en 2007. Fue dirigida por Jon Poll y el guion fue escrito por Gustin Nash. El filme relata la vida de un adolescente con problemas familiares y de conducta que comienza a dar consejos terapéuticos en el baño de una escuela para ayudar a los demás y lograr ser popular entre los de su edad.

## Sinopsis
Charlie Bartlett (Anton Yelchin) es un chico optimista y honesto, de una familia muy rica, pero que sufre de problemas de conducta que le cuestan la expulsión de varias escuelas secundarias, obligando a su madre Marilyn a inscribirlo en una escuela secundaria pública. Charlie tiene como fantasía caerle bien a todo el mundo de su nuevo entorno, en principio desfavorable, y hace todo lo que esté a su alcance para cumplir con su sueño. Pronto, y realizando prácticas ilegales con medicamentos que logra conseguir por medio de todos sus psicólogos, se convierte en el chico más popular de secundaria, siendo una clase de terapeuta para sus compañeros. Lo que él no sabe es que sus inocentes consejos y sus peligrosas prescripciones cambiarían la vida de sus compañeros, la del director (Robert Downey Jr.) e incluso la suya.

## Reparto
| Actor             | Personaje         |
| ----------------- | ----------------- |
| Anton Yelchin     | Charlie Bartlett  |
| Robert Downey Jr. | Director Gardner  |
| Hope Davis        | Marilyn Bartlett  |
| Tyler Hilton      | Murphey Bivens    |
| Kim Roberts       | Dr. Linda Jenkins |
| Kat Dennings      | Susan Gardner     |
| Megan Park        | Whitney Drummond  |